# Urocarpidium jacens
Urocarpidium jacens là một loài thực vật có hoa trong họ Cẩm quỳ. Loài này được (S. Watson) Krapov. miêu tả khoa học đầu tiên năm 1954.